# Нутація

Прецесія (P) та нутація (N)
тіла, що обертається.

Нутáція (лат. nutatio — коливання) — рух твердого тіла, що обертається, який відбувається одночасно з прецесією і під час якого змінюється кут між віссю власного обертання тіла і віссю, навколо якої відбувається прецесія; цей кут називається кутом нутації.
У гіроскопа (дзиґи), який рухається під дією сили тяжіння {\displaystyle F=mg}, нутація є коливанням осі гіроскопа, амплітуда і період яких тим менші, а частота тим більша, чим більшою є кутова швидкість власного обертання {\displaystyle \Omega }. За великих {\displaystyle \Omega } амплітуда {\displaystyle \Delta \theta } і період {\displaystyle \mathrm {T} } наближено дорівнюють:
{\displaystyle \Delta \theta ={\frac {mglJ_{e}}{(J\Omega )^{2}}}}
{\displaystyle \mathrm {T} ={\frac {2\pi J_{e}}{J\Omega }}}
де:
- {\displaystyle l} — відстань від нерухомої точки до центру тяжіння,
- {\displaystyle J} — момент інерції гіроскопа відносно його осі симетрії,
- {\displaystyle J_{e}} — момент інерції відносно осі, що є перпендикулярною до осі симетрії і проходить через нерухому точку.

Внаслідок присутності сил опору (тертя) нутаційні коливання досить швидко загасають, після чого гіроскоп здійснює суто прецесійний рух.